# Le Fête
Le Fête – miejscowość i gmina we Francji, w regionie Burgundia-Franche-Comté, w departamencie Côte-d’Or.
Według danych na rok 1990 gminę zamieszkiwało 51 osób, a gęstość zaludnienia wynosiła 16 osób/km² (wśród 2044 gmin Burgundii Le Fête plasuje się na 859. miejscu pod względem liczby ludności, natomiast pod względem powierzchni na miejscu 1324.).